# 세타나군

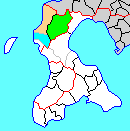
세타나 군의 위치

세타나군(일본어: 瀬棚郡)은 일본 홋카이도 히야마 지청의 군이다.
인구 4,425명, 면적 568.25km², 인구밀도 7.79명/km².(2025년 2월 28일, 주민기본대장인구)
이하 1정으로 구성된다.
- 이마카네정(今金町)

## 역사
1869년에 세타나 군이 두어졌고 홋카이도 시리베시국에 포함되었다.
- 2005년 9월 1일 - 기타히야먀 정·세타나 정이 구도 군 다이세이 정과 합병해 구도 군 세타나정이 성립, 군에서 이탈하였다.